# Randers Regnskog
Randers Regnskog (danska: Randers Regnskov) är en konstgjord regnskog under glaskupoler i den danska staden Randers på Jylland. Den konstruerades 1996 och har mer än 200 djurarter och över 450 växtarter.